# Trainini

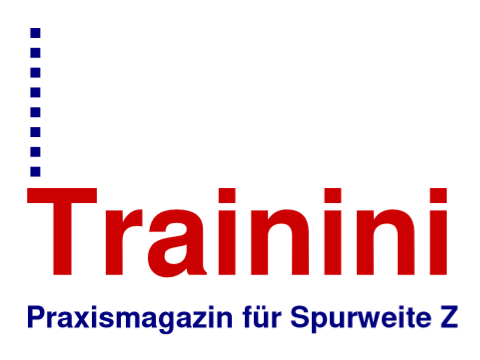
Logo der Online-Zeitschrift Tranini

Trainini ist eine beim Deutschen Patent- und Markenamt München seit 2007 eingetragene und damit gesetzlich geschützte Marke, u. a. für die Online-Publikation von elektronischen Zeitschriften, Fotografien, Druckereierzeugnissen und kulturellen Veranstaltungen. Unter dem Markennamen betreibt deren Inhaber auch Internetseiten mit dem Untertitel Meine Welt im Maßstab 1:220. Darüber wird auch eine Internet-Zeitschrift gleichen Namens, ergänzt um die Beifügung Praxismagazin für Spurweite Z, über Modelleisenbahnen der Nenngröße Z publiziert.
Diese seit August 2005 von Markeninhaber Holger Späing herausgegebene, monatlich erscheinende Zeitschrift in deutscher Sprache ist kostenlos, nicht kommerziell und vom Netz frei verfügbar. Sie wird von einer fünfköpfigen, ehrenamtlich arbeitenden Redaktion erstellt und betreut. Sie widmet sich primär Themen der Modelleisenbahn in der Spur Z, aber auch der Eisenbahn als Vorbild. Seit Januar 2018 wird eine jeweils inhaltsgleiche Ausgabe in englischer Sprache als International Edition veröffentlicht, die von einer vierköpfigen, ebenfalls ehrenamtlichen Übersetzergruppe übersetzt wird.
Beide Zeitschriften sind als Bestandteil des deutschen Kulturerbes in der Deutschen Nationalbibliografie der Deutschen Nationalbibliothek Frankfurt (Main) / Leipzig verzeichnet und in deren Lesesälen sowie im Online-Archiv einsehbar. Zusätzlich werden historische Ausgaben über lizenzierte Archive, erkennbar an einem speziellen Archiv-Logo, elektronisch angeboten.
Der Markenname Trainini greift das englische Wort für Zug auf und kombiniert es als Kunstwort mit der Verkleinerungsform von Treno, dem italienischsprachigen Wort für Eisenbahn, in seiner Pluralform, was in Italien gleichzeitig der Begriff für Modelleisenbahn ist.